# Szeto Óhasi
A Szeto Óhasi-híd (瀬戸大橋 Seto Ohashi) egyfajta híd-viadukt kombináció, ami öt kisebb szigeten áthaladva összeköti Okajama és Kagava prefektúrákat a Szeto-beltengeren. 
Ez volt az első híd, ami elkészülésével (1988) összekapcsolta Honsút és Sikokut. Ezt követte 1998-ban a Kobe-Avadzsi-Naruto, majd 1999-ben a Nisiszeto autópálya.
A 13,1 km-es (8,1 km) hosszával a rangsorban a világ leghosszabb kétszintű hídrendszere (6 híd és 5 viadukt).
A hídon való átkelés kb. 20 perc autóval vagy vonattal, míg a komppal való átkelés kb. egy órát is igénybe vehet. A felső szinten négy sávos autópálya teszi ezt lehetővé, míg az alsó szinten kétvágányos vasúti pálya áll az utasok rendelkezésére. Az alsó szintet úgy tervezték, hogy legyen elegendő hely egy későbbi Sinkanszen vasúti vonal kialakítására, ugyancsak mindkét irányban. Valamint kialakításában figyeltek rá, hogy mind a földrengések ellen, mind a tájfunoknak ellenálljon.

## Története

Zöld: Seto-Ōhashi
Sárga: Kōbe-Awaji-Naruto
Piros: Nishiseto-Expressway

Ókubo Dzsinnodzsó (大久保谌之丞 Okubo Jinnojo , 1849-1891) tartománybeli képviselő 1889-ben vetette föl a híd megépítését, mígnem az 1960-as években a hivatalnokok is belátták, hogy valóban szükség van rá, miután 1955-ben 171 ember vesztette életét, amikor egy komp elsüllyedt Takamacu partjainál. Az építkezés kezdetét 1973-ra tervezték, de végül az 1970-es évek első olajválsága miatt csak 1978-ban került sor az építkezések megindítására.
A projektet tíz év alatt fejezték be, amelynek költsége 7 milliárd USD volt. Mintegy 2000 vállalat vett rész a folyamatokban és 705.000 tonna acélt használtak fel. Az építkezés alatt a betartott biztonsági előírások (hálók, mentőkötelek) ellenére is 13 munkás vesztette életét.
A hidat végül 1988. április 10-én adták át a forgalomnak.

## Hídszakaszok

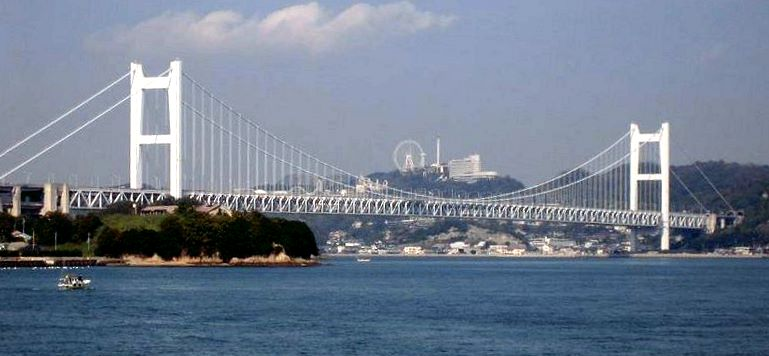
Simocui-Szeto híd

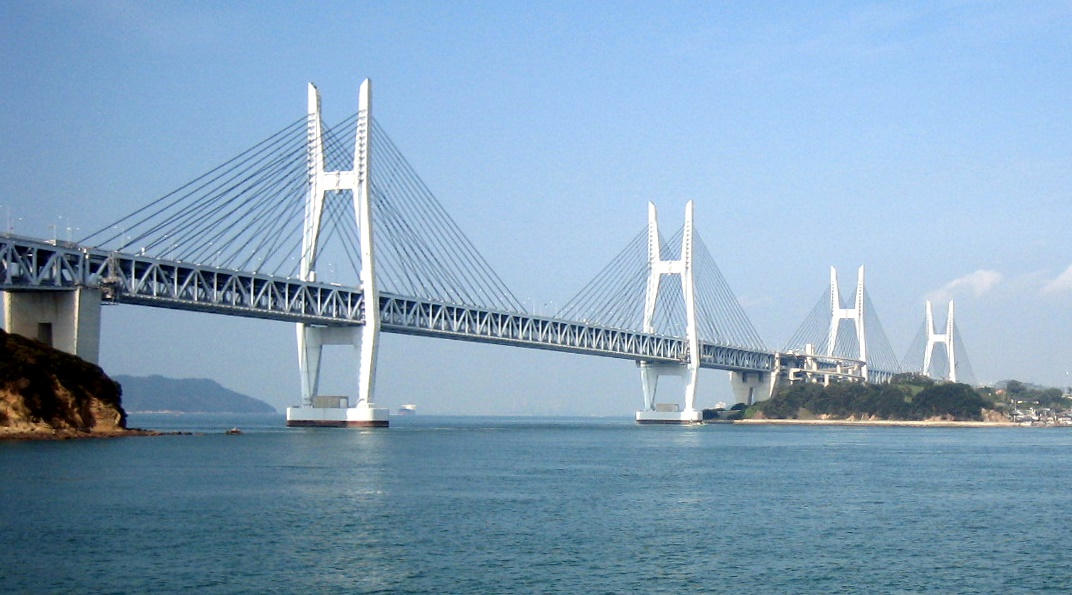
Hicuisidzsima-híd (távol) és Ivakurodzsima-híd (közel)

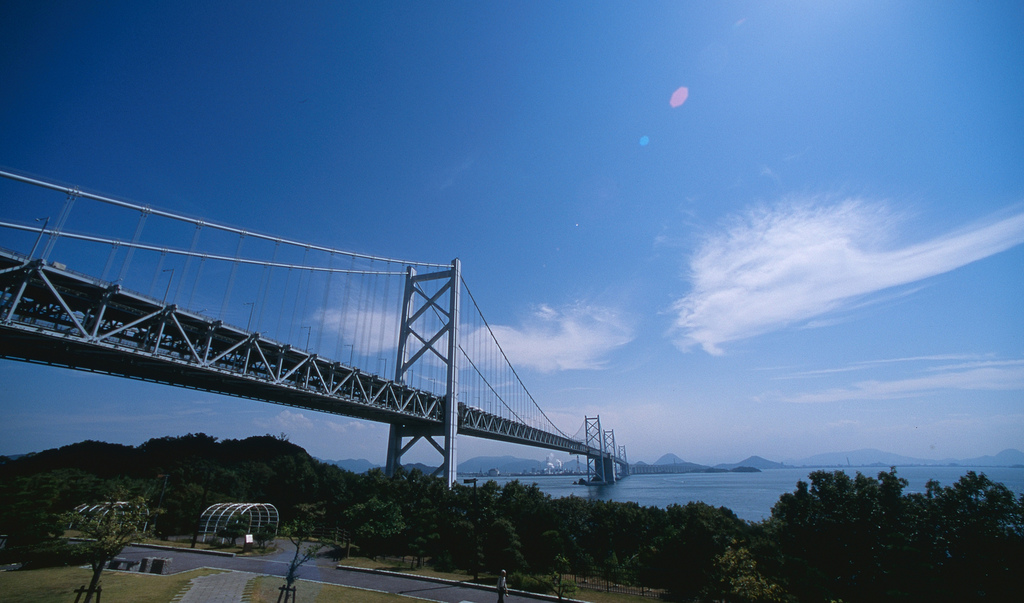
Kita Biszan-Szeto híd a Josima-szigetről nézve

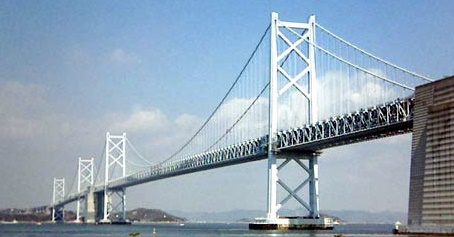
Minami Biszan-Szeto híd (közel) és Kita Biszan-Szeto híd (távol)

Észak-dél irányban:

### Simocui-Szeto híd
A Simocui-Szeto híd (下津井瀬戸大橋 Shimotsui-Seto Ohashi) egy függőhíd, melynek fesztávolsága 940 méter, teljes hossza pedig 1447 méter, s amely összeköti a Honsu szigetén Hitsuisidzsimával. Ez a 22. legnagyobb függőhíd a világon.

### Hicuisidzsima híd
A Hicuisidzsima híd (櫃石島橋 Hitsuishijima-bashi) egy ferdekábeles híd. A központ fesztávolsága 420 méter míg a teljes hossza 792 méter.

### Ivakurodzsima híd
A Ivakurodzsima híd (岩黒島橋 Iwakurojima-bashi) egy ugyancsak ferdekábeles híd, amelynek adatai megegyeznek a Hitsuisidzsima híd méreteivel.

### Josima híd
A Josima híd (与島橋 Yoshima-bashi) egy rácsos híd, melynek fő fesztávolsága 246 méter és 877 méter hosszú.

### Kita Biszan-Szeto híd
A Kita Biszan-Szeto híd (北備讃瀬戸大橋 Kita Bisan-Seto-Ohashi) egy függőhíd. A fesztávolsága 990 méter, teljes hossza pedig 1538 méter. Ez a 19. legnagyobb függőhíd a világon.

### Minami Biszan-Szeto híd
A Minami Biszan-Szeto híd (南備讃瀬戸大橋 Minami Bisan-Seto Ohashi ) is egy függőhíd. A fesztávolsága 1100 méter és a teljes hossza 1648 méter. A 13. leghosszabb függőhíd a világon. Ez a legdélebbi része a Nagy Szeto hídnak.

## Fordítás
Ez a szócikk részben vagy egészben  a   Great Seto Bridge című angol Wikipédia-szócikk ezen változatának fordításán alapul.  Az eredeti cikk szerkesztőit annak laptörténete sorolja fel. Ez a jelzés csupán a megfogalmazás eredetét és a szerzői jogokat jelzi, nem szolgál a cikkben szereplő információk forrásmegjelöléseként.